# Федеральный закон № 94-ФЗ 2005 года
Федеральный закон № 94-ФЗ от 21 июля 2005 года «О размещении заказов на поставки товаров, выполнение работ, оказание услуг для государственных или муниципальных нужд» — федеральный закон Российской Федерации, регламентирующий порядок размещения заказов на поставки товаров, услуг и работ для государственных нужд, заключение контрактов и их закрытие.
Данный закон отменен с 1 января 2014 года, после вступления в силу Федерального закона Российской Федерации от 5 апреля 2013 года № 44-ФЗ «О контрактной системе в сфере закупок товаров, работ, услуг для обеспечения государственных и муниципальных нужд».

## Предмет ФЗ-94
Федеральный закон № 94-ФЗ регулирует весь комплекс отношений между заказчиком и поставщиком товаров, услуг и работ для государственных и муниципальных нужд, а также нужд бюджетных учреждений. ФЗ-94 устанавливает единый порядок процедуры размещения заказа на всей территории РФ, а также устанавливает способы размещения заказа и процедуру заключения государственных и муниципальных контрактов.
Помимо указанного закона поставки для государственных нужд регулируются Гражданским кодексом РФ и Бюджетным кодексом РФ. Особенности поставок отдельных групп товаров и услуг регламентируются специальными законодательными актами.
Действие 94-ФЗ не распространяется на закупки, поставщиками в которых являются международные финансовые организации, созданные на основании международных договоров.

## Цели ФЗ-94
Целями Федерального закона № 94-ФЗ являются:
- эффективное использование средств, выделяемых из бюджета государства и внебюджетных источников;
- стимулирование и совершенствование деятельности органов местного самоуправления и государственных органов в сфере размещения госзаказа;
- стимулирование юридических и физических лиц к участию государственном заказе и развитие добросовестной конкуренции;
- прозрачность проводимых государством закупок и предотвращение коррупции в сфере размещения государственного заказа.

## Общественный контроль
Общественный контроль исполнения закона ведется различными общественными объединениями. В частности, такой деятельностью занимался проект Алексея Навального РосПил.